# Chemin des Dames

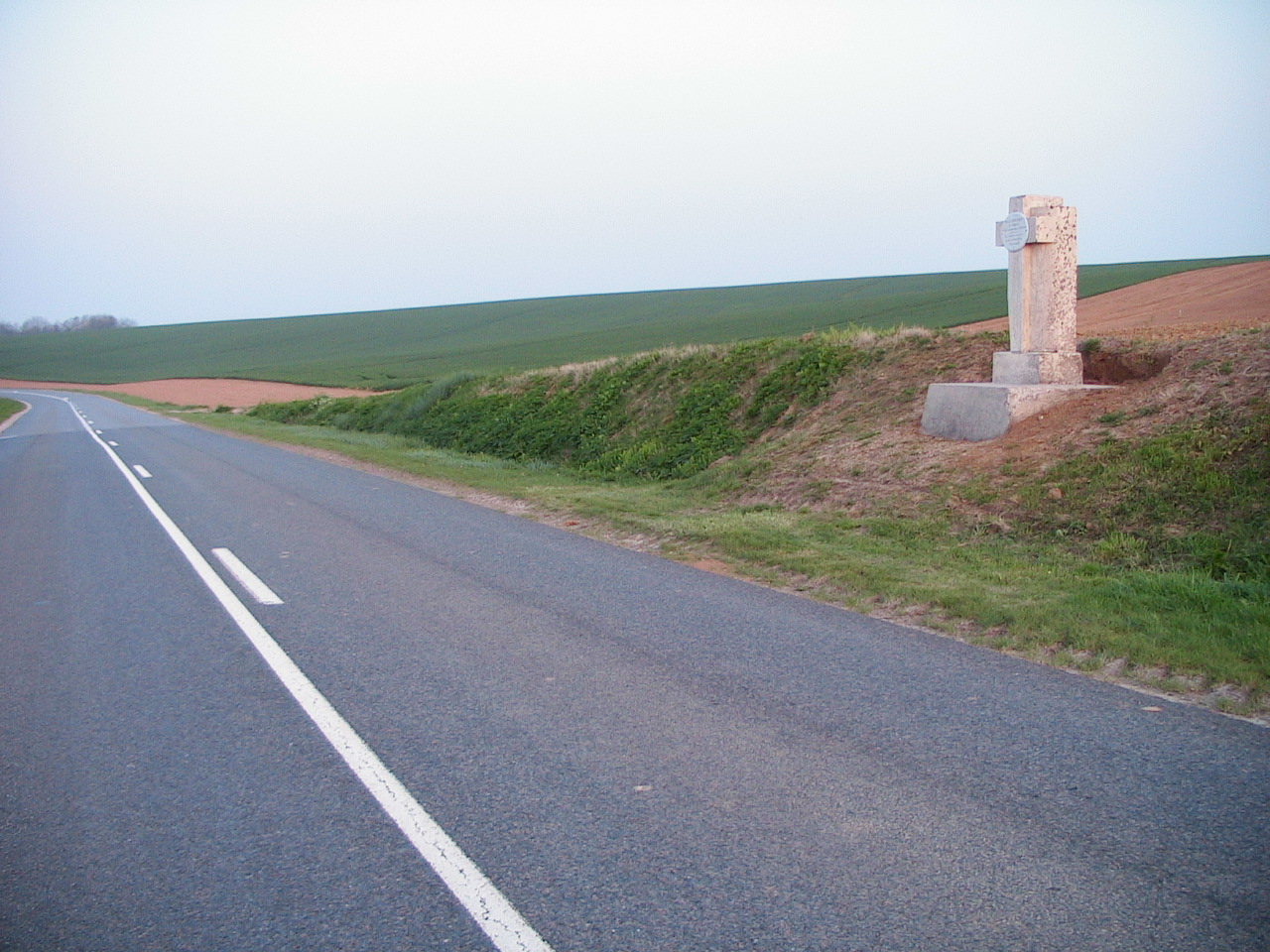
Chemin des Dames

De Chemin des Dames is een bijzondere weg gelegen in het noorden van Frankrijk, midden in de driehoek Soissons, Laon en Reims.
De weg is grotendeels gelegen op een heuvelrug die enkele tientallen meters uitsteekt boven het omringende, zacht glooiende, land.

## Ontstaan van de weg
Twee dochters van de Franse koning Lodewijk XV, Adélaïde en Victoire, gebruikten de weg in de achttiende eeuw om vanuit Parijs hun gouvernante in het kasteel de la Bove bij Vauclair te bezoeken.
Om de tocht per koninklijk rijtuig te vergemakkelijken werd de weg van een steenlaag voorzien. Later zou hij naar de Dames de France worden vernoemd.
Het plateau waarover de weg voert heeft vele malen een belangrijke rol gespeeld in de geschiedenis, ook al roept de Chemin des Dames in de allereerste plaats herinneringen op aan de Eerste Wereldoorlog. De soms meer dan 200 meter hoog gelegen heuvelrug vormt een schitterende natuurlijke barrière en deze strategische ligging verklaart de grote belangstelling die machthebbers altijd voor de Chemin des Dames toonden.

## Caesar
In 57 voor Christus werd het lot van Gallië beslist rond Bibrax, het huidige Saint-Thomas, gelegen aan het oostelijke uiteinde van de hedendaagse Chemin des Dames. In zijn memoires beschrijft Caesar hoe zijn legioenen de volkeren van Noord-Gallië een verpletterende nederlaag toebrachten.

## Clovis
In 486 wordt de laatste Romeinse "gouverneur", Syagrius, in de omgeving van Soissons verslagen door Clovis, een jonge Frankische hoofdman.

## Napoleon
In 1814 werd weer gevochten rond de heuvelrug. Napoleon zette jonge rekruten ("les Marie Louise") in tegen de Russische en Pruisische geallieerde legers.
Het zou zijn laatste overwinning worden voor hij bij Waterloo definitief werd verslagen.

## Eerste Wereldoorlog
Vanaf september 1914 bezetten de Duitse troepen de heuvelrug. Tot in 1917 was het front hier tamelijk stabiel. De Duitse legereenheden profiteren van deze lange periode om de Chemin des Dames in een onneembare vesting te veranderen. Ze groeven zich in in de gewelven van een kalksteengroeve die ze zelf Drachenhöhle noemden, naar de rookwolken die ontsnapten uit de gangopeningen en die van veraf waren te zien. Deze naam werd later door de Fransen overgenomen: Caverne du Dragon.
De Franse generaal Nivelle wilde een eind maken aan deze stellingenoorlog en op 16 april 1917 lanceerde hij een groots opgezet offensief. Ondanks de deelname van de eerste Franse tanks (type Schneider) en intensieve artilleriebombardementen liep dit offensief uit op een grote ramp. Nivelle hield koppig vol en ten koste van veel mensenlevens wist hij in mei 1917 Craonne en het plateau de Californie slechts voor even in bezit te krijgen.
Deze opzienbarende nederlaag ondermijnde het moreel van de Franse troepen en leidde tot een muiterij die werd bezongen in het chanson de Craonne.
Nivelle werd aan de kant gezet en generaal Pétain nam het bevel over. Na het moreel van de troepen te hebben hersteld begon hij een beperkt, maar goed voorbereid gevecht wat er in resulteerde dat de heuvelrug in november 1917 in Franse handen kwam. Een verpletterend offensief van Duitse kant korte tijd later dreef de geallieerde legers zuidwaarts over de Marne. Een nieuw Frans offensief in juli 1918 leidde tot doorbreking van de vijandelijke linies. Op 10 oktober 1918 verlieten de Duitse troepen definitief de heuvelrug. Op de 13e werd Laon bevrijd.

## Bezienswaardigheden
Langs de gehele Chemin des Dames wemelt het van herinneringen aan de Eerste Wereldoorlog. Van west naar oost zijn de voornaamste hiervan:
- Fort de la Malmaison - de ruïnes van een fort dat in 1878 werd gebouwd naar het ontwerp van Séré de Rivières. Vanwege de strategische ligging werd gedurende de hele oorlog verbeten om dit fort gevochten. Naast de restanten van het volledig verwoeste fort bevindt zich een Duits kerkhof uit de Tweede Wereldoorlog met 11.000 gesneuvelde soldaten.
- La Royère - Een uitzichtpunt met herinneringen aan het offensief van la Malmaison in oktober 1917 en de inzet van koloniale troepen.
- Cerny-en-Laonnois - een klein kapelletje, gelegen naast twee begraafplaatsen, een Franse en een Duitse, vormt de voornaamste gedenkplaats van de Chemin des Dames.
- Caverne du Dragon - Een vroegere steengroeve waar door de Duitse troepen een bijzondere ondergrondse kazerne van is gemaakt, inclusief schietplaatsen, eerste hulpposten en slaapzalen. Een prachtig museum geeft een indringend beeld van het dagelijkse leven van de soldaten in dit ongewone oord.
- Monument des Basques - Dit monument is opgericht ter nagedachtenis aan de 36e infanteriedivisie die voornamelijk bestond uit soldaten uit Zuidwest-Frankrijk (Baskenland).
- Plateau de Californie - deze plaats vormde op 16 april 1917 het toneel van het grote offensief van generaal Nivelle. Een bloedig echec dat leidde tot muiterij onder de Franse troepen. Hier staat een indringend beeld gemaakt door Aïm Kern en getiteld "Ils n'avaient pas le choix" ("Zij hadden geen keus").
- Craonne - Na de oorlog moesten de getroffen dorpen weer worden opgebouwd. Het totaal verwoeste Craonne werd vijfhonderd meter verderop herbouwd. Op de plaats van het vroegere dorp is nu een arboretum aangelegd waartussen de bomkraters nog steeds te zien zijn. Het oude dorp maakt deel uit van de zogenoemde 'zone Rouge', een zone waar niet meer gebouwd mag worden in verband met het ontploffingsgevaar. De kasseien van de oude hoofdstraat evenals een vergeten, overwoekerd kerkhof zijn de enige 'tastbare' bewijzen van dit totaal verwoeste dorp.
- Monument National des chars d'assaut - In 1917 zijn aan de voet van de Chemin des Dames de eerste Franse tanks ingezet. Bij het monument staan enkele tanks die dateren uit de jaren vijftig.
- Standbeeld van Napoleon -
- Abbaie de Vauclair -